# كارل غوستاف رانجيل
كارل غوستاف رانجيل (23 ديسمبر 1613-5 يوليو 1676) هو كان رجل دولة وعسكري سويدي قاد القوات السويدية في حرب الثلاثين عاما،حرب تورستنسون،حرب الشمال الثانية والحرب السكونية.